# Pingasa pacifica
Pingasa pacifica är en fjärilsart som beskrevs av Inoue 1964. Pingasa pacifica ingår i släktet Pingasa och familjen mätare. Inga underarter finns listade i Catalogue of Life.